# Valentín Santana
Valentín Santana es el líder del colectivo «La Piedrita» en la parroquia 23 de Enero en Caracas, Venezuela. Fue candidato de la Asamblea Nacional Constituyente de Venezuela de 2017.

## Controversias
El 12 de marzo de 2002 Valentín Santana comandó la quema de 30 automóviles y motos como represalia por el homicidio de dos miembros del colectivo La Piedrita. El 21 de junio de 2006 su hijo Diego Santana fue asesinado por los Tupamaro por lo que ambos grupos entraron en conflicto.
Santana tiene tres órdenes de captura fechadas el 31 de enero de 2007, el 24 de marzo de 2008 y en enero de 2009, dos de ellas emitidas por los tribunales 45.º de Control de Caracas y 5º de Juicio de Vargas, pero para 2020 no ha sido arrestado. Aunque comisarios de alta jerarquía en el Cuerpo de Investigaciones Científicas, Penales y Criminalísticas (CICPC) confesaron no tener conocimiento de la existencia de las solicitudes, el entonces ministro de Relaciones Interiores y Justicia Tareck El Aissami declaró que Santana había sido buscado desde enero de 2008 por los cuerpos de seguridad del Estado lo han estado, sin haberlo conseguido. Dos de las solicitudes correspondían a los homicidios de los presuntos autores de la muerte de su hijo, mientras que la otra por homicidio frustrado en perjuicio de José Pinto en 2008, en el estado Vargas, líder de uno de los grupos Tupamaros.
En febrero de 2009 Santana se responsabilizó de los ataques con bombas lacrimógenas contra los medios de comunicación y las amenazas contra medios independientes, incluidos el conglomerado de medios dirigido por Marcel Granier, la periodista Marta Colomina y el canal de televisión Globovisión. Santana también se atribuyó la responsabilidad de ataques a los partidos políticos de oposición Copei y Bandera Roja, al igual que el ataque a la sede diplomática del Vaticano en Venezuela, razones por las cuales fue incluido en las Visas Viper, una compilación de personas consideradas por el Departamento de Estado de los Estados Unidos como terroristas.
Después de amenazar de muerte al presidente de empresas 1BC Marcel Granier, a través de un artículo publicado en el semanario Quinto Día, el presidente Hugo Chávez calificó a Santana como un «criminal». A pesar de las órdenes de captura, Santana ha presenciado actos públicos junto a funcionarios de la Guardia del Pueblo y del diputado Robert Serra. En 2012, una comisión del CICPC ingresó al sector Central Cañada de la parroquia 23 de Enero con la intención de dar captura a Santana y de determinar si había armas de guerra, pues anteriormente habían circulado una serie de fotografías que mostraban a menores de edad portando fusiles. A pesar del despliegue de oficiales, Santana no fue encontrado.
Luego del asesinato de Xiomara Scott el 16 de julio de 2017, quien esperaba en cola para firmar en la avenida de Sucre de Catia durante la consulta popular convocada por la Mesa de la Unidad Democrática durante las protestas de 2017, las autoridades informaron que los presuntos responsables eran integrantes del colectivo liderado por Santana. Santana afirmó que la policía científica hostigaba a todos los colectivos de Caracas desde la muerte de Xiomara, pidió a los colectivos reforzar la seguridad y advirtió a los efectivos del CICPC de que Caracas «se prendería en candela» de ser aprehendido.
Durante ejercicios militares en 2018, colectivos armados tomaron parte de la actividad, portando armas de guerra, subiendo en azoteas, disparando al aire e izando banderas con el conocimiento y aval de las autoridades locales. La alcaldesa Erika Farías, la jefa del Distrito Capital Carolina Cestari, el ministro de cultura Ernesto Villegas y el comandante general de la Guardia Nacional Bolivariana, el mayor general Fabio Zavarse, saludaron a Santana durante el acto. Zavarse bromeó con Santana diciéndole «Por favor le mandas el video a Julio Borges de mi parte».

## Condecoraciones
- Réplica de la Espada Sol de Perú de Simón Bolívar.[2]